# 390 Alma
Alma è un asteroide della fascia principale del diametro medio di circa 23,74 km. Scoperto nel 1894, presenta un'orbita caratterizzata da un semiasse maggiore pari a 2,6535826 UA e da un'eccentricità di 0,1294438, inclinata di 12,14501° rispetto all'eclittica.
Stanti i suoi parametri orbitali, è considerato un membro della famiglia Eunomia di asteroidi.
Il suo nome è dedicato all'omonimo fiume della Crimea, luogo della battaglia dell'Alma, durante la guerra di Crimea.